# Miếu Gia Long

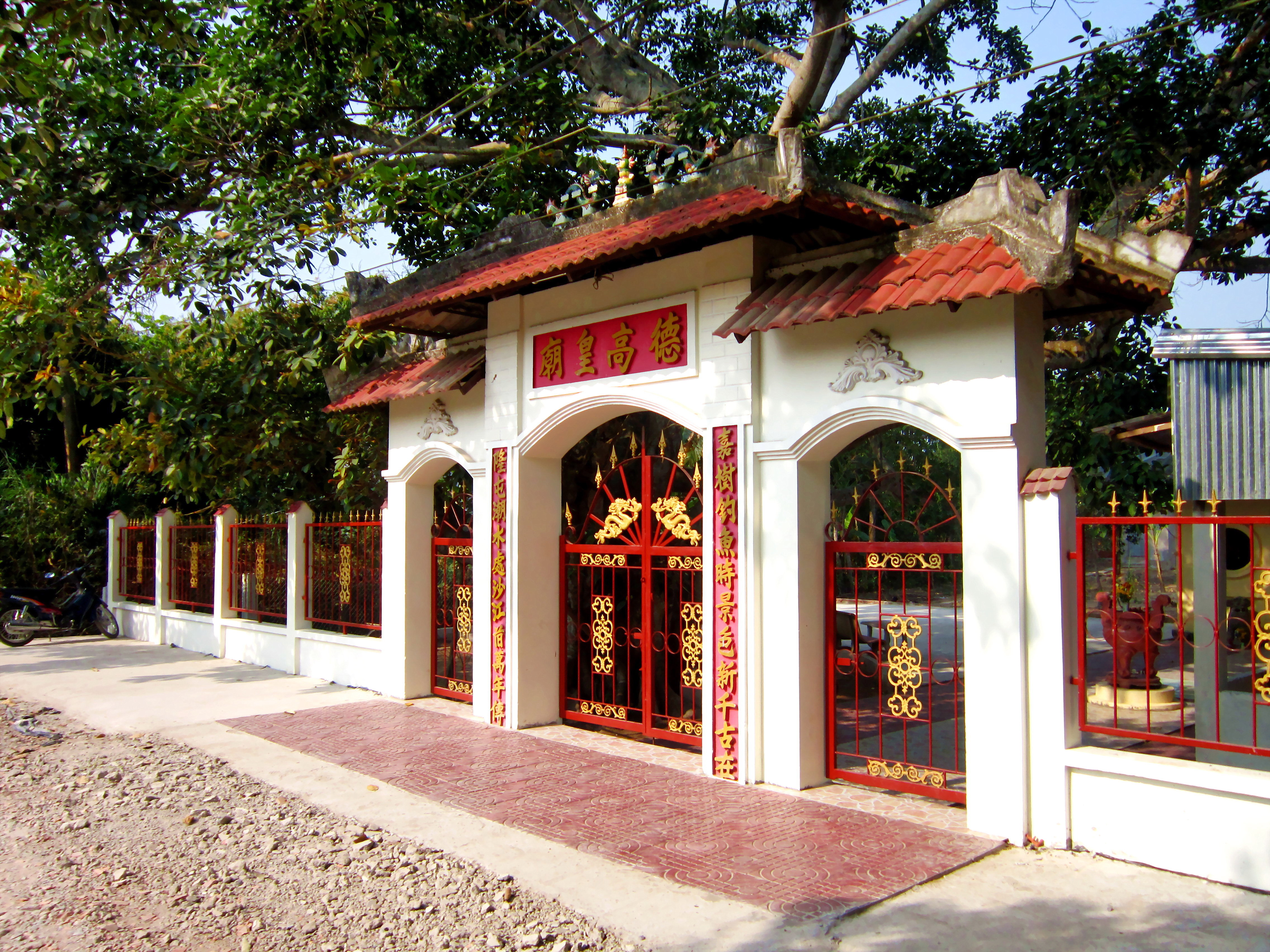
Cổng miếu Gia Long ở Nước Xoáy

Miếu Gia Long tên đầy đủ Đức Cao Hoàng Miếu (tên chữ Hán:德高皇廟) là một miếu thờ Gia Long ở Nước Xoáy, thuộc ấp Hưng Mỹ Tây, xã Long Hưng A, huyện Lấp Vò, tỉnh Đồng Tháp, Việt Nam.

## Lịch sử
Căn cứ tài liệu lịch sử thì vào năm Đinh Mùi (1787), chúa Nguyễn Phúc Ánh sau một thời gian lưu vong bên Xiêm La, đã trở về nước và đồn trú ở Hồi Oa, tục gọi là Nước Xoáy (nay thuộc ấp Hưng Mỹ Tây, Long Hưng A). Từ đây với nguồn hậu cần dồi dào, lại thu phục được nhân tâm, chúa Nguyễn đã củng cố lại lực lượng rồi tung quân đánh chiếm các nơi...

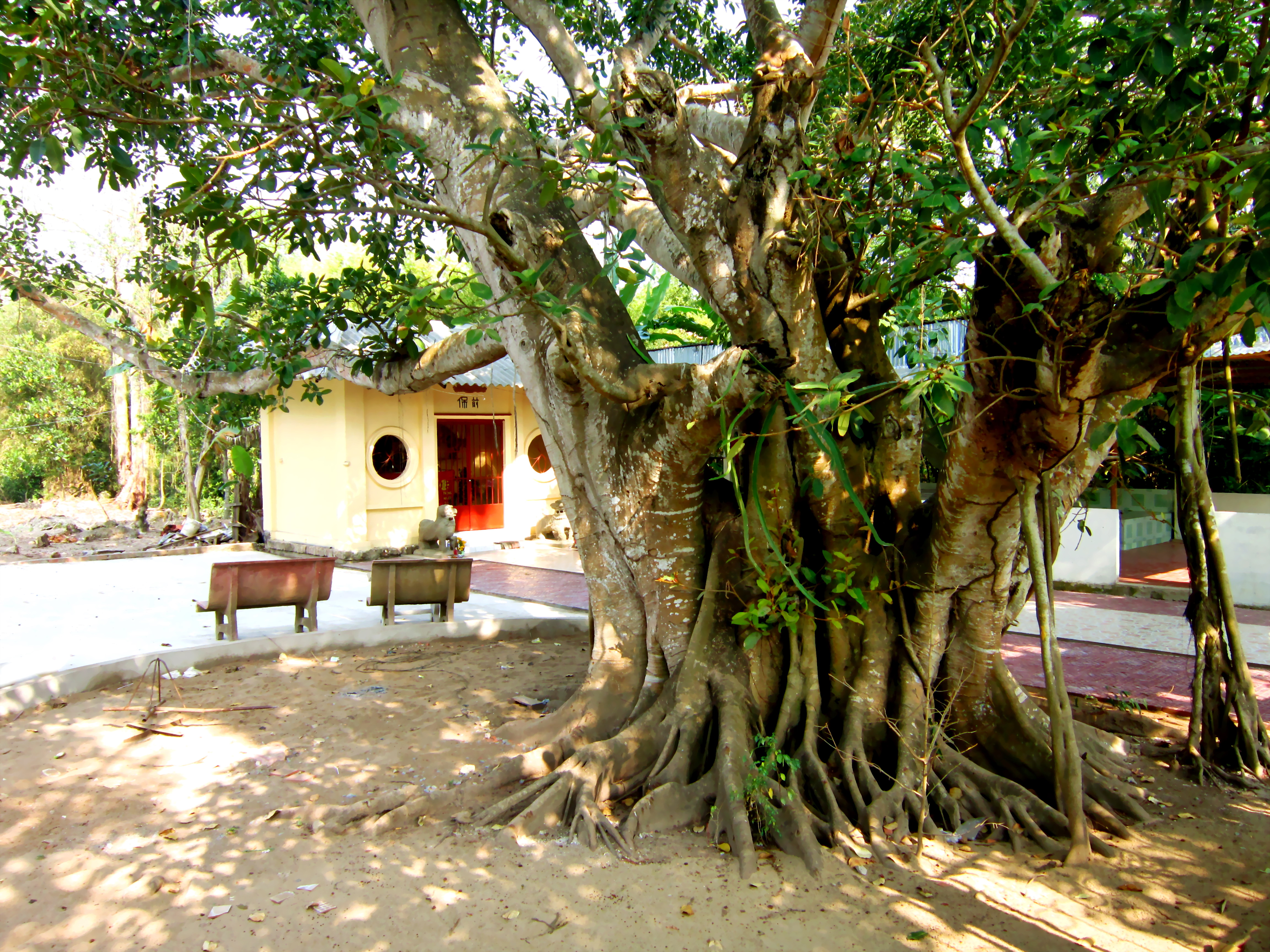
Ngôi miếu nhỏ thờ Gia Long bên cây da cao lớn

Về sau, trên nền cũ của bản doanh ấy, không rõ năm nào, người ta đã dựng lên đấy một ngôi miếu thờ có tên là Cao hoàng thái miếu hay là Đức Cao hoàng Miếu (tục gọi là miếu Gia Long) để thờ vua Gia Long. Theo Đại Nam nhất thống chí thì: "Đồn cũ Hồi Oa ở thôn Tân Long huyện Vĩnh An [(tỉnh An Giang)], nay [năm Tự Đức] đổi gọi là thôn Long Hưng. Năm Đinh Mùi (1787), đầu đời trung hưng, Thế Tổ Cao hoàng đế từ Xiêm La trở về đóng quân ở đấy. Nay [năm Tự Đức] vẫn còn nền cũ. Năm Tự Đức thứ 2 (1849) tổng đốc là Doãn Uẩn tra hỏi được sự tích cũ, chuẩn cho lập bia ở nền đồn cũ để ghi thắng tích." Căn cứ cặp lân bằng đá (có khắc tên người hiến cúng vào năm 1922) và mấy tấm đá còn sót lại, có lẽ ngôi miếu ấy cũng không quy mô lắm. Sau khi miếu bị sụp đổ, tháng 2 năm 1958, người dân địa phương đã hùn tiền xây dựng lại.
Mấy năm gần đây, người dân ở địa phương cũng đã hùn tiền trùng tu lại ngôi miếu (có kích thước khá nhỏ, tường gạch, lợp fibrô-xi măng), xây lại cổng và tường rào cho khang trang hơn. Vào ngày 18, 19 tháng Chạp âm lịch hằng năm, lễ cúng vua Gia Long được tổ chức khá trang trọng, được xem như ngày lễ Kỳ yên ở khu vực Nước Xoáy. 

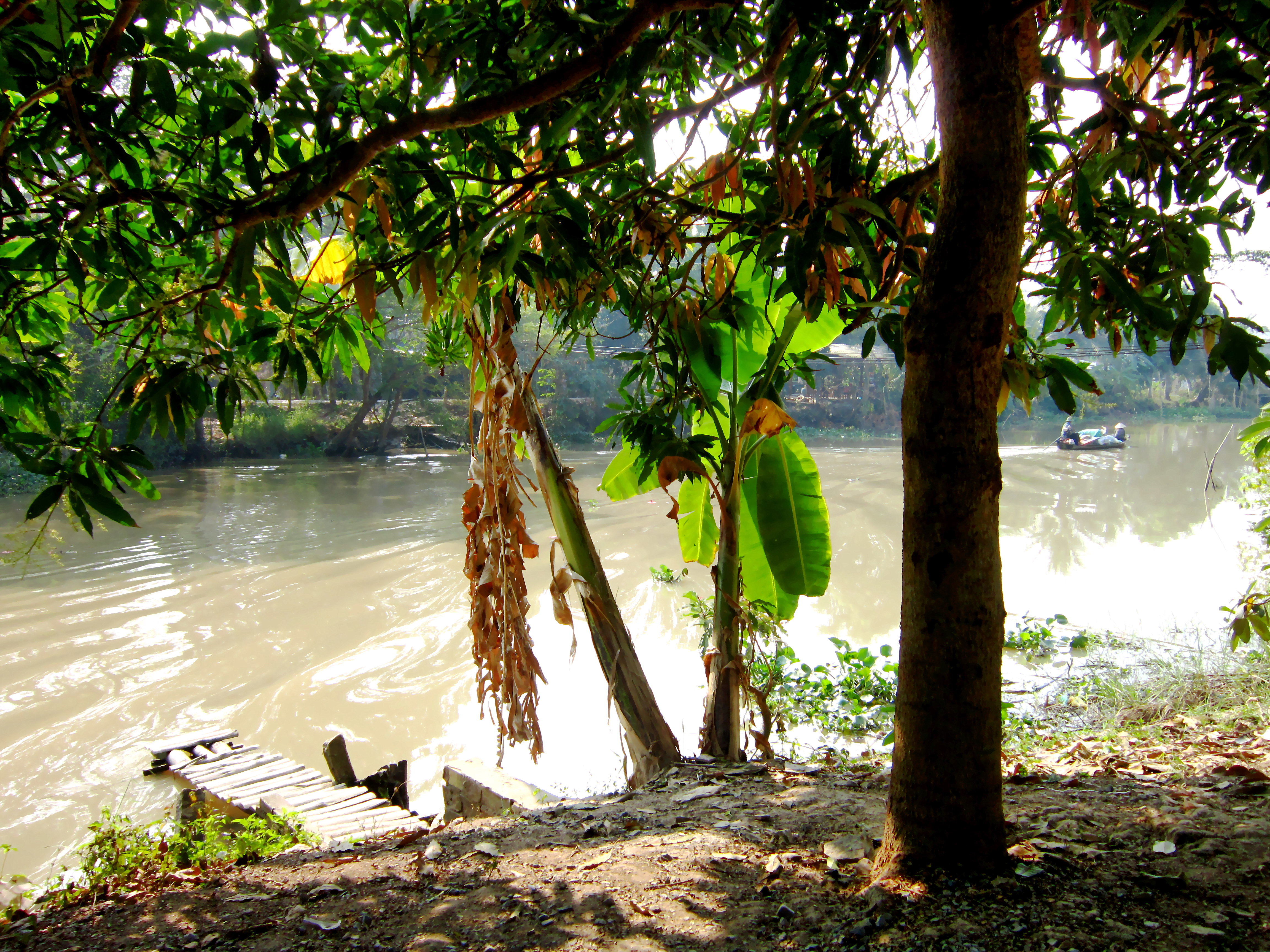
Ở phía trước ngôi miếu, là chỗ "cây da bến ngự" khi xưa. Tục truyền, đây là nơi chúa Nguyễn thường ngồi câu cá.

Trong kháng chiến chống thực dân Pháp, năm 1946, nhân dân và du kích Long Hưng đã đào gốc "cây da bến ngự" (tục truyền chúa Nguyễn Phúc Ánh thường ngồi bên gốc da này để câu cá) cho nó bật rễ ngã xuống rạch Nước Xoáy, làm chỗ tựa đắp cản, ngăn tàu quân Pháp. Về sau, người dân cũng đã trồng lại một cây da khác ở phía trước ngôi miếu để lưu dấu. Riêng nơi chúa Nguyễn ngồi câu cá thuở nào, thì đã bị sạt lở từ lâu .

## Thông tin liên quan

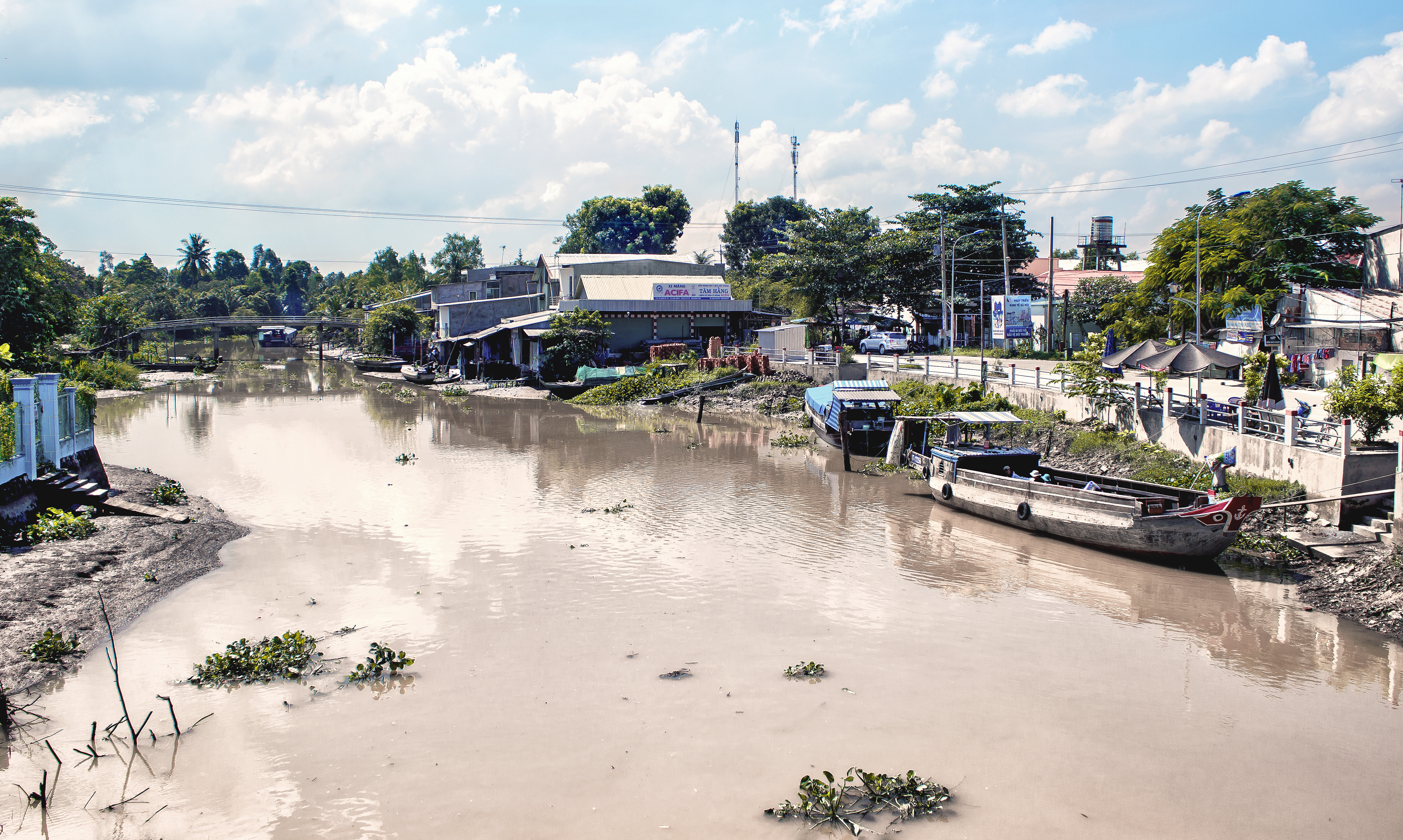
Rạch Nước Xoáy ở phía trước chợ Nước Xoáy.

- Hồi luân thủy tam kỳ (Ngã ba Nước Xoáy, gọi tắt là Nước Xoáy) ở địa phận thôn Tân Long (nay thuộc xã Long Hưng A, Lấp Vò). Lược kể về địa danh này, Trịnh Hoài Đức đã viết trong sách Gia Định thành thông chí như sau:

...Nước Xoáy, ở địa phận thôn Tân Long….Chỗ nầy nước chảy xoáy quanh, là đường thông suốt bốn hướng từ nơi giao hợp của sông Tiền, sông Hậu. Năm Đinh Mùi (1787), lúc mới Trung hưng, Thế Tổ (tức chúa Nguyễn Phúc Ánh) tạm đồn trú ở đây để hiệu lịnh binh tướng các lộ, giữ lấy thế chính giữa chặn lấy nơi hiểm yếu, thu được nhiều công lớn, ấy là một vùng đất có hình thắng vậy .
Ngày nay trên dòng rạch này đã không còn xảy ra hiện tượng nước xoáy, có vài nguyên do, nhưng chủ yếu là nhờ hệ thống kênh mương ở đây đã được nạo vét và đào thêm.
- Bõ Hậu: Trong thời gian đóng quân ở đây, chúa Nguyễn Phúc Ánh đã được gia đình ông Nguyễn Văn Mậu (còn có tên là Hậu) hết lòng phò trợ, nên chúa đã gọi ông là "Ông Bõ", tức là cha nuôi. Năm 1809, ông Mậu mất, vua Gia Long (tức chúa Nguyễn Phúc Ánh) phong cho ông tước hầu và lệnh cho bộ Công đưa người và vật tư vào xây mộ cho ông. Hiện ngôi mộ vẫn còn ở ấp Hưng Mỹ Tây, thuộc xã Long Hưng A, nhưng đã hư hỏng nhiều.